# كرستن كايزر
كرستن كايزر (بالألمانية: Kerstin Kaiser )‏ (و. 1960  م) هي سياسية، وأستاذة جامعية من ألمانيا، وألمانيا الشرقية، ولدت في شترالزوند، هي عضوةٌ الحزب اليساري الألماني، شاركت في الانتخابات الرئاسية الألمانية 2012، والانتخابات الرئاسية الألمانية 2009، والانتخابات الرئاسية الألمانية 2010.

## مناصب
تولت منصب عضو مجلس الشورى الموحد براندنبورغ.

## التعليم
تعلمت في جامعة هاغن.